# Landtagswahl in Hessen 1995
- SPD: 44
- Grüne: 13
- FDP: 8
- CDU: 45

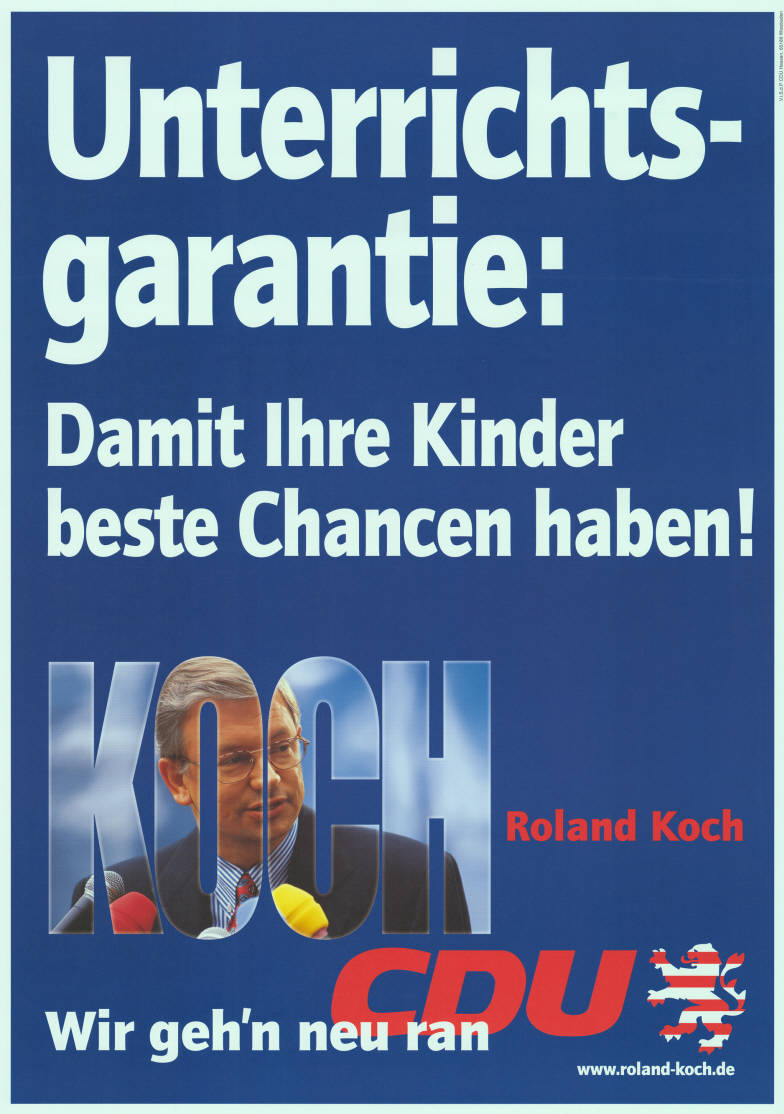
Wahlplakat der CDU

Die Wahlen zum 14. Hessischen Landtag fanden am 19. Februar 1995 bzw. in einem Wahlkreis am 5. März 1995 statt. Zugleich mit der Landtagswahl wurde eine Volksabstimmung (obligatorisches Referendum) über die Annahme der Senkung des passiven Wahlalters durchgeführt, die von der Mehrheit der Abstimmenden verworfen wurde. Bei der Landtagswahl wurde die CDU stärkste Partei, die regierende Koalition aus SPD und Grünen aber bestätigt.

## Ausgangssituation
Bei der vorhergehenden Landtagswahl im Jahr 1991 erreichten SPD und Grüne eine sehr knappe Mehrheit der Mandate. Damit konnte Walter Wallmann seinen Überraschungssieg bei der 1987er Wahl nicht wiederholen. Dem sehr knappen Ausgang der Wahl folgte die Regierungsbildung aus einer rot-grünen Koalition. Zum neuen Ministerpräsidenten wurde am 5. April der bisherige Kasseler Oberbürgermeister Hans Eichel (SPD) gewählt. SPD und Grüne bildeten eine Koalition (→ Kabinett Eichel I).
Die Landtagswahl am 20. Januar 1991 brachte folgendes Ergebnis:
| Partei | Stimmanteil | Sitze |
| ------ | ----------- | ----- |
| SPD    | 40,8 %      | 46    |
| CDU    | 40,2 %      | 46    |
| GRÜNE  | 8,8 %       | 10    |
| FDP    | 7,4 %       | 8     |

Die Meinungsumfragen vor der Wahl sagten eine Bestätigung der rot-grünen Koalition voraus. 65 % der Befragten gingen von einem Wahlsieg von SPD oder Rot-Grün aus.

## Spitzenkandidaten
Die SPD trat mit Ministerpräsident Hans Eichel als Spitzenkandidat an. Gegenkandidat der CDU war Bundesinnenminister Manfred Kanther. Die Grünen gingen mit einer Doppelspitze in den Wahlkampf. Iris Blaul und Rupert von Plottnitz führten die Grünen-Liste an. Für die FDP fungierte Ruth Wagner als Spitzenkandidatin.

## Amtliches Endergebnis

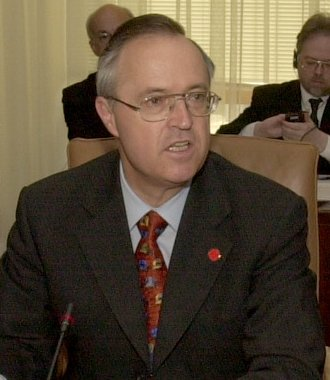
Seit 1991 Ministerpräsident: Hans Eichel

Die Landtagswahl am 19. Februar 1995 sowie die Nachwahl am 5. März 1995 brachten folgendes Ergebnis:
| Listen                       | Listen            | Wahlkreisstimmen | Wahlkreisstimmen | Wahlkreisstimmen | Wahlkreisstimmen | Landesstimmen | Landesstimmen | Landesstimmen | Landesstimmen | Mandate | Mandate |
| Listen                       | Listen            | Stimmen          | %                | +/-              | Mandate          | Stimmen       | %             | +/-           | Mandate       | Anzahl  | +/-     |
| ---------------------------- | ----------------- | ---------------- | ---------------- | ---------------- | ---------------- | ------------- | ------------- | ------------- | ------------- | ------- | ------- |
|                              | CDU               | 1.154.821        | 41,9             | –0,2             | 30               | 1.084.146     | 39,2          | –1,0          | 15            | 45      | –1      |
|                              | SPD               | 1.121.943        | 40,7             | –2,9             | 25               | 1.051.452     | 38,0          | –2,9          | 19            | 44      | –2      |
|                              | GRÜNE             | 264.117          | 9,6              | +2,4             | –                | 309.897       | 11,2          | +2,4          | 13            | 13      | +3      |
|                              | FDP               | 129.745          | 4,7              | –1,6             | –                | 206.173       | 7,4           | +0,1          | 8             | 8       | –       |
|                              | REP               | 47.254           | 1,7              | +1,4             | –                | 54.775        | 2,0           | +0,3          | –             | –       | –       |
|                              | GRAUE             | 4.705            | 0,2              | –0,1             | –                | 10.788        | 0,4           | –0,2          | –             | –       | –       |
|                              | BFB               | 4.350            | 0,2              | N/A              | –                | 8.570         | 0,3           | N/A           | –             | –       | –       |
|                              | NPD               | 9.543            | 0,3              | N/A              | –                | 7.795         | 0,3           | N/A           | –             | –       | –       |
|                              | PBC               | 4.397            | 0,2              | +0,2             | –                | 6.780         | 0,2           | ±0,0          | –             | –       | –       |
|                              | APD               | 932              | 0,0              | N/A              | –                | 6.666         | 0,2           | N/A           | –             | –       | –       |
|                              | ÖDP               | 3.521            | 0,1              | ±0,0             | –                | 5.248         | 0,2           | –0,1          | –             | –       | –       |
|                              | STATT             | 5.015            | 0,2              | N/A              | –                | 5.227         | 0,2           | N/A           | –             | –       | –       |
|                              | Naturgesetz       | 3.909            | 0,1              | N/A              | –                | 4.522         | 0,2           | N/A           | –             | –       | –       |
|                              | DKP               | 1.261            | 0,0              | N/A              | –                | 3.291         | 0,1           | N/A           | –             | –       | –       |
|                              | fNEP              | 369              | 0,0              | N/A              | –                | 2.199         | 0,1           | N/A           | –             | –       | –       |
|                              | DHP               | 306              | 0,0              | N/A              | –                | 808           | 0,0           | N/A           | –             | –       | –       |
|                              | BüSo              | 557              | 0,0              | N/A              | –                | 484           | 0,0           | N/A           | –             | –       | –       |
|                              | CM                | 119              | 0,0              | N/A              | –                | –             | –             | N/A           | –             | –       | –       |
|                              | PASS              | 39               | 0,0              | –                | –                | –             | –             | –             | –             | –       | –       |
|                              | Einzelbewerber    | 401              | 0,0              | –0,1             | -                | –             | –             | –             | –             | –       | –       |
| Gesamt                       | Gesamt            | 2.757.304        | 100              |                  | 55               | 2.768.821     | 100           |               | 55            | 110     | –       |
|                              |                   |                  |                  |                  |                  |               |               |               |               |         |         |
| Ungültige Stimmen            | Ungültige Stimmen | 75.725           | 2,7              | +0,4             |                  | 64.208        | 2,3           | +0,5          |               |         |         |
| Wähler                       | Wähler            | 2.833.029        | 66,3             | –4,5             |                  | 2.833.029     | 66,3          | –4,5          |               |         |         |
| Wahlberechtigte              | Wahlberechtigte   | 4.275.027        |                  |                  |                  | 4.275.027     |               |               |               |         |         |
|                              |                   |                  |                  |                  |                  |               |               |               |               |         |         |
| Quelle: Der Landeswahlleiter |                   |                  |                  |                  |                  |               |               |               |               |         |         |

Die Landtagswahl fand im Wahlkreis 55 Bergstraße II erst zwei Wochen nach dem regulären Termin statt. Grund dafür war der Tod der Kandidatin Doris Wodrinski (Republikaner) für das Direktmandat.
Obwohl die CDU mit 39,2 % aus der Wahl als stärkste Partei hervorging – wobei dies ihr zu diesem Zeitpunkt schlechtestes Ergebnis seit 1966 bedeutete –, wurde die rot-grüne Landesregierung im Amt bestätigt. Die SPD erreichte mit 38,0 % ihr bis dahin schlechtestes Ergebnis in diesem Land, die GRÜNEN dagegen mit 11,2 % ihr bis dahin bestes in Hessen.
Daher konnte die bisherige rot-grüne Koalition mit Ministerpräsident Hans Eichel fortgesetzt werden. Damit hatte sich der Amtsinhaber gegen seinen Herausforderer, den CDU-Spitzenkandidaten und Bundesinnenminister Manfred Kanther, durchgesetzt. Es war die erste Wahl in Deutschland, bei der eine rot-grüne Koalition vom Wähler bestätigt wurde.

## Wahlanalyse
Das Ergebnis der Wahlen war nach Analysen der Forschungsgruppe Wahlen primär auf landespolitische Themen zurückzuführen. Gemäß der Wahltagsbefragung der Forschungsgruppe wurde der CDU von den Wählern die höchste Kompetenz im Bereich der Wirtschafts- und Sicherheitspolitik zugesprochen. Dies galt auch, obwohl 45 % der Befragten die wirtschaftliche Lage im rot-grün regierten Hessen besser sahen als im schwarz-gelb regierten Bund und nur 12 % eine schlechtere Lage in Hessen erkennen konnten.
Entscheidender für die Wahl waren jedoch die erfragten Kompetenzvorsprünge der SPD bei der Bekämpfung der Arbeitslosigkeit und beim Thema Umweltschutz sowie bei der Schulpolitik.
Auch diese Wahl war von dem bekannten Muster geprägt, dass die Regierungsparteien im Bund bei Landtagswahlen Niederlagen erlitten.

## Einschätzung
Das Wahlergebnis wurde allgemein weniger als Denkzettel für die Bundesregierung Kohl denn als regionales Ereignis interpretiert. Jedoch sollte das Ergebnis der Hessenwahl dasjenige der Bundestagswahl vorwegnehmen.

## Volksabstimmung
Zeitgleich zur Wahl wurden eine Volksabstimmung zur Änderung des Artikels 75 der Landesverfassung über die Senkung des passiven Wahlalters von 21 auf 18 Jahre abgehalten, die aber von der Mehrheit der Abstimmenden abgelehnt wurde. Die Volksabstimmung von 1995 ist damit das bislang einzige abgelehnte obligatorische Referendum in der Geschichte Hessens. Hessen war bis zu den Volksabstimmungen in Hessen 2018 zudem das einzige Bundesland, in dem das passive Wahlalter noch nicht auf 18 Jahre abgesenkt wurde.
| Vorlage                         | Beteiligung (absolut) | Beteiligung (in %) | „Ja“-Stimmen (absolut) | „Ja“-Stimmen (in %) | „Nein“-Stimmen (absolut) | „Nein“-Stimmen (in %) | Ungültige (absolut) | Ungültige (in %) | Ergebnis    |
| ------------------------------- | --------------------- | ------------------ | ---------------------- | ------------------- | ------------------------ | --------------------- | ------------------- | ---------------- | ----------- |
| Senkung des passiven Wahlalters | 2.813.285             | 65,81 %            | 987.002                | 35,08 %             | 1.660.424                | 59,02 %               | 165.859             | 5,90 %           | gescheitert |